# Guy-Patrick Sainderichin
Pour les articles homonymes, voir Sainderichin.
 (18 août 2025).
Le texte peut changer fréquemment, n’est peut-être pas à jour et peut manquer de recul. N’hésitez pas à participer, en veillant à citer vos sources.
Guy-Patrick Sainderichin est un scénariste français, né le 9 juillet 1950 à Piégut-Pluviers (Dordogne) et mort le 18 août 2025 à Paris. Il est le scénariste principal et l'auteur des dialogues de la première saison de la série Engrenages (Canal Plus).

## Biographie
Guy-Patrick Sainderichin est le fils des journalistes Ginette et Pierre Sainderichin.
Diplômé de l'Idhec en 1975 (28e promotion), il est cofondateur, avec Mireille Abramovici, Jean-Denis Bonan, Richard Copans et François Dupeyron, du collectif de cinéma militant d'extrême-gauche Cinélutte (1973-1976).
De 1976 à 1981, il est technicien de cinéma et de télévision, caméraman entre autres du film de Luc Moullet Genèse d'un repas (1978), assistant-caméraman à Vienne puis à Berlin pour les films d'opéra Le Couronnement de Poppée de Monteverdi, réalisé par Jean-Pierre Ponnelle (1979), et Falstaff de Verdi réalisé par Götz Friedrich (1979). Il est ensuite journaliste et critique à Libération, pour les rubriques cinéma et théâtre (1982-1983), rédacteur aux Cahiers du cinéma, membre du comité de rédaction (1980-1983).
Il a également travaillé au Théâtre des Amandiers, alors dirigé par Catherine Tasca et Patrice Chéreau, et à la chaîne de télévision La Cinq.
Il est auteur ou coauteur pour la télévision d’épisodes de séries (Maigret, Navarro, Avocat d'office, Alice Nevers, le juge est une femme, Section de recherches) et de téléfilms policiers (La Bavure, Mort d'un gardien de la paix, Un flic pourri), ainsi que de la première saison de la série Engrenages. Au cinéma, il est le scénariste de Buisson ardent de Laurent Perrin (1987, Prix Jean-Vigo), et de L'Homme aux yeux d'argent de Pierre Granier-Deferre (1985).
Il apparaît dans plusieurs films d'Olivier Assayas, Désordre, L'Enfant de l'hiver, Irma Vep, dans trois films de Mia Hansen-Løve, Le Père de mes enfants (2009), Un amour de jeunesse (2011), L'Avenir (2016).
En 2014, il est co-auteur, avec la metteuse en scène Julie Duclos, de la pièce Nos serments, très librement inspirée du film de Jean Eustache, La Maman et la Putain, représentée en janvier 2015 et reprise en avril 2016 au Théâtre de la Colline.
Il a publié en 2022 le roman Société Monte-Cristo (Éditions de l'Olivier) qui relate la naissance d'une organisation secrète de vengeurs altruistes.
Guy-Patrick Sainderichin meurt à Paris le 18 août 2025 à l'âge de 75 ans.

## Filmographie

### Scénariste
- 1985 : L'Homme aux yeux d'argent
- 1987 : Buisson ardent
- 1989 : À corps et à cris (TV)
- 1994 : Mort d'un gardien de la paix (TV)
- 1994 : La Bavure (TV)
- 1996 : Maigret et le port des brumes, série télé
- 2005 : Engrenages, série télé : co-auteur

### Acteur
- 2009 : Le Père de mes enfants de Mia Hansen-Løve
- 2011 : Un amour de jeunesse de Mia Hansen-Løve
- 2016 : L'avenir de Mia Hansen-Løve